# أحمد بن معاوية
أبو القاسم أحمد بن معاوية بن محمد بن هشام بن معاوية ابن الأمير هشام بن عبد الرحمن الداخل (؟ - 901)(؟ - 288هـ)، المعروف بـابن القط. كان جميل الوجه، من أهل العناية بالعلم والصناعة والنجامة ومعرفة الهيئة. وكانت له حركة وفيه شراسة. وخرج في أيام الأمير عبد الله بن محمد بن عبد الرحمن أوان ارتجاج الفتنة بطلب الدولة ويظهر الحسبة والرغبة في الجهاد. إلا أنه كان يتكهن ويمول.

## وفاته
اجتمع إلى أحمد بن معاوية خلق عظيم ـ يقال إنهم بلغوا بين خيل ورجل 60,000 أكثرهم من برابر الجوف والغرب ومن أهل طليطلة وطلبيرة، قصد بهم سمورة وكتب إلى ملك جليقة ومن معه كتاباً ملغظاً يدعوهم فيه إلى الإسلام وينذرهم بالصاعقة وأمر رسوله أن يستعجل منهم الجواب، ولا يتوقف عندهم، وإن هم أبوا من محاربته أن يعود بالخبر إليه ونسخه وكتابه ذلك مشهورة عند أهل الثغر لبلاغته فحمي الطاغية عند ذلك ونشب القتال فخذله رؤساء البربر، وثبت هو فيمن بقي معه من أهل البصائر حتى قتل في اليوم الرابع واستؤصل أصحابه إلا قليلاً، وحز رأسه وجيئ به إلى الملك فنصبه على باب سمورة وعظمت المصيبة بكثرة قتل من المسلمين وهذه الوقيعة تعرف عند أهل الثغر بيوم سمورة. وكانت سنة 288هـ.